# دمیتریفکا (پروومایسکی، شهرستان ملئوزوفسکی، باشقیرستان)
دمیتریفکا (انگلیسی: Dmitriyevka, Pervomaysky Selsoviet, Meleuzovsky District, Republic of Bashkortostan) یک شهرک در شهرستان ملئوزوفسکی استان باشقیرستان کشور روسیه است.